# Aleksiej Iluk
Aleksiej Władimirowicz Iluk (ros. Алексей Владимирович Илюк, ur. w 1950, zm. w 2004) – radziecki szablista, złoty medalista mistrzostw świata.
Podczas mistrzostw świata w Grenoble w 1974 roku reprezentacja ZSRR w składzie: Władimir Nazłymow, Wiktor Krowopuskow, Wiktor Sidiak, Eduard Winokurow i Aleksiej Iluk zdobyła złoty medal w zawodach drużynowych. Był to jedyny medal Iluka wywalczony w zawodach tego cyklu.
Nigdy nie wziął udziału w igrzyskach olimpijskich.